# Assi Azar

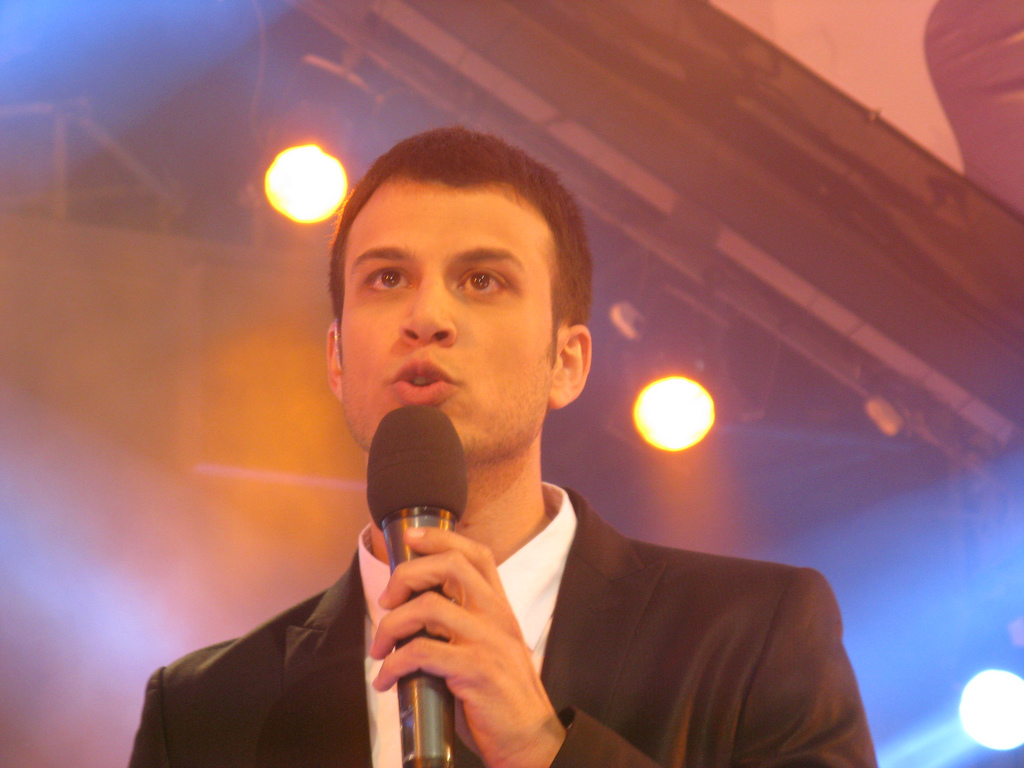
Assi Azar (2008)

Assi Azar (hebräisch אסי עזר; * 10. Juni 1979 in Cholon, Israel) ist ein israelischer Moderator.

## Leben
Azar stammt von Bucharischen Juden und Teimanim-Juden ab.
Im Jahr 2005 wurde bekannt, dass Azar homosexuell ist, vier Jahre später, 2009,  wurde er von der US-amerikanischen Zeitschrift Out in die Top 100 der einflussreichsten Schwulen aufgenommen. Im selben Jahr feierte seine Dokumentation Mom, Dad, I have something to tell you (dt.: Mama, Papa: Ich muss euch etwas sagen) über seine Homosexualität im israelischen Fernsehen Premiere. Im Jahr 2016 heiratete er in Barcelona seinen spanischen Freund Albert Escolà.

## Karriere
Seine Karriere startete mit der Online-Fernsehsendung KIK. 2004 und 2005 war er der Moderator der Jugendsendung Exit. Zusammen mit Erez Tal war er von 2008 bis 2015 der Moderator der israelischen Version der Sendung Big Brother. Seit 2013 moderiert er darüber hinaus die Castingshow HaKokhav HaBa.
Am 26. Januar 2019 wurde bekannt, dass er zusammen mit Bar Refaeli, Erez Tal und Lucy Ayoub den Eurovision Song Contest 2019 in Tel Aviv moderieren wird. Außerdem moderierte er zusammen mit Lucy Ayoub die Halbfinal-Auslosung des Song Contests am 28. Januar 2019.